# 내 책상 위의 천사
《내 책상 위의 천사》(영어: An Angel at My Table)는 뉴질랜드에서 제작된 제인 캠피언 감독의 1990년 전기 드라마 영화이다. 케리 폭스 등이 출연하였고, 브리짓 아이킨 등이 제작에 참여하였다.

## 출연진
- 케리 폭스
  - 알렉시아 키오
  - 캐런 퍼거슨
- 아이리스 천
- 케빈 J. 윌슨
- 멀리나 버네커
- 브렌다 켄들

## 기타 제작진
- 공동 제작: 존 메이너드
- 배역: 다이애나 로언
- 미술: 그랜트 메이저
- 의상: 글레니스 잭슨